# Wehrverband Reichsflagge
Der Wehrverband Reichsflagge oder Bund Reichsflagge war eine 1919 von Adolf Heiß gegründete paramilitärische Vereinigung. Sein Erkennungszeichen war eine gepanzerte Faust, die nach der kaiserlichen Reichsflagge greift. Als Mitglied der Arbeitsgemeinschaft der Vaterländischen Kampfverbände ging der Wehrverband Reichsflagge in der 1923 entstandenen paramilitärischen Organisation Deutscher Kampfbund auf.

## Geschichte
Der Schwerpunkt des Verbandes lag zunächst in Nürnberg und dem fränkischen Umland. Bei der Ausweitung nach Süden war Adolf Heiß’ Freund Ernst Röhm hilfreich, der 1921 die Münchener Ortsgruppe übernahm. 1923 beteiligte sich die Reichsflagge an der von Röhm gegründeten Arbeitsgemeinschaft der Vaterländischen Kampfverbände, der auch die SA und der Bund Oberland angehörten. Der Wehrverband, in Mittelfranken etwa vertreten durch Dr. Eugen Savaete, verfügte über eine eigene „Reichsflaggenkapelle Nürnberg“ unter dem Leutnant a. D. Heyland, welche um 1924/25 auch in kleineren mittelfränkischen Gemeinden bei Kundgebungen spielte. Als Heiß auf Druck seiner bürgerlichen Anhänger die Reichsflagge aus dieser Arbeitsgemeinschaft hinausführte, spalteten sich die südbayrischen Ortsgruppen unter dem Namen Bund Reichskriegsflagge ab. Eine weitere Abspaltung ist der Bund Altreichsflagge unter Willy Liebel. 1927 wurde der Verband nach starkem Mitgliederschwund in den Stahlhelm eingegliedert.